# جيم غارلاند
جيم غارلاند (بالإنجليزية: Jim Garland)‏ هو كاتب أغاني وملحن أمريكي، ولد في 8 أبريل 1905، وتوفي في 6 سبتمبر 1978.

## وصلات خارجية
- جيم غارلاند على موقع ميوزك برينز (الإنجليزية)
- جيم غارلاند على موقع ديسكوغز (الإنجليزية)